# Neue Politische Literatur
Die Neue Politische Literatur (NPL) ist eine seit 1956 erscheinende wissenschaftliche Rezensionszeitschrift. Sie erscheint dreimal jährlich. Ihr thematischer Fokus liegt auf der Besprechung aktueller Bücher aus dem Bereich der Neueren und Neuesten Geschichte sowie Politischer Ideengeschichte und Politischer Theorie. Wissenschaftler kommentieren in der NPL die Forschungsdiskussion in Form von Einzelrezensionen, Essays und Rezensionsaufsätzen. Dabei werden aktuelle Forschungsschwerpunkte in den jeweiligen Fächern gespiegelt und laufende wissenschaftliche Debatten aufgegriffen. Die „Neue Politische Literatur“ erscheint seit Januar 2019 bei Springer VS; ihre Redaktion ist am Institut für Geschichte der Technischen Universität Darmstadt angesiedelt.

## Ausrichtung
Die „Neue Politische Literatur“ berichtet über Forschungen zur deutschen, europäischen und außereuropäischen Geschichte der Moderne (19.–20. Jahrhundert) sowie über Forschungen aus der theoriegeleiteten und historisch orientierten Politikwissenschaft. Besondere Aufmerksamkeit gilt Macht und Herrschaft, Formen der Ungleichheit sowie autoritären beziehungsweise diktatorischen Regimen. Die Zeitschrift beschäftigt sich weiterhin mit Fragen der Demokratie in Vergangenheit, Gegenwart und Zukunft.
Markenzeichen der „Neuen Politischen Literatur“ sind ausführliche Besprechungsaufsätze, die nicht nur einen Überblick über ein Forschungsgebiet geben, sondern auch einen eigenen Beitrag zur Debatte liefern. Darüber hinaus identifiziert die „Neue Politische Literatur“ im Entstehen befindliche Forschungsfelder, sogenannte emerging fields in längeren Beiträgen. Sie veröffentlicht zudem Essaybesprechungen zentraler Werke. Einzelbesprechungen der aktuellen Literatur bilden die Vielfalt der Forschung ab. Beiträge werden von der Redaktion der „Neuen Politischen Literatur“ aktiv eingeworben und betreut. Die Rezensionaufsätze durchlaufen ein double blind peer review- Verfahren.

## Geschichte
Der Vorgänger der NPL, „Politische Literatur. Berichte über das internationale Schrifttum zur Politik“ (PL) erschien in den Jahren von 1952 bis 1954 beim Bollwerk-Verlag. Das Projekt entstand unter der Leitung von Helmut Röhr am Institut für Politische Wissenschaft der Johann Wolfgang Goethe-Universität in Frankfurt am Main. Ziel war die politische Bildung der bundesdeutschen Bevölkerung, die Miteinbeziehung der Öffentlichkeit in die Mitgestaltung der noch jungen Demokratie.
Insbesondere aufgrund mangelnder Subventionierung musste die Zeitschrift im Jahre 1955/56 eingestellt werden. An ihre Stelle trat im Juli 1956 die „Neue Politische Literatur“ (NPL). Die Redaktion blieb unter Friedrich A. Krummacher zunächst noch in Frankfurt am Main. Die Zielsetzungen der „Politischen Literatur“ wurden von der „Neuen Politischen Literatur“ weitgehend übernommen. Zudem erhielt die Zeitschrift den neuen Untertitel „Berichte aus Geschichts- und Politikwissenschaft“, was eine inhaltliche Öffnung hin zur Geschichtswissenschaft verdeutlichen sollte.
Ab 1960 erschien sie im Ring-Verlag, ab 1965 erstmals mit dem heutigen Design in der Europäischen Verlagsanstalt. Im gleichen Jahr wechselte die Redaktion auf Initiative des Mitherausgebers Eugen Kogon und unter der Leitung von Erwin Viefhaus an die TH Darmstadt. Von diesem Zeitpunkt an erschien die Zeitschrift vierteljährlich. Von 1972 bis 1990 wurde die „Neue Politische Literatur“ im Franz-Steiner-Verlag verlegt, von 1990 bis 2018 beim Peter-Lang-Verlag. Im Jahre 1985 wurde der Veröffentlichungsrhythmus der Zeitschrift von vier auf drei Ausgaben pro Jahrgang reduziert.
Seit der Ausgabe 1/2010 ist die „Neue Politische Literatur“ auch digital zu beziehen. Zudem erscheinen alle Rezensionen seit der Ausgabe 1/2013 auf der Rezensionsplattform recensio.net mit einer Verzögerung von einem Jahr.